# 图瓦克孜
图瓦克孜（意为图瓦的女儿）是一个表演图瓦喉音唱法的全女性民间合奏团。这是图瓦第一个也是唯一一个表演各种图瓦喉音唱法的女子团体。

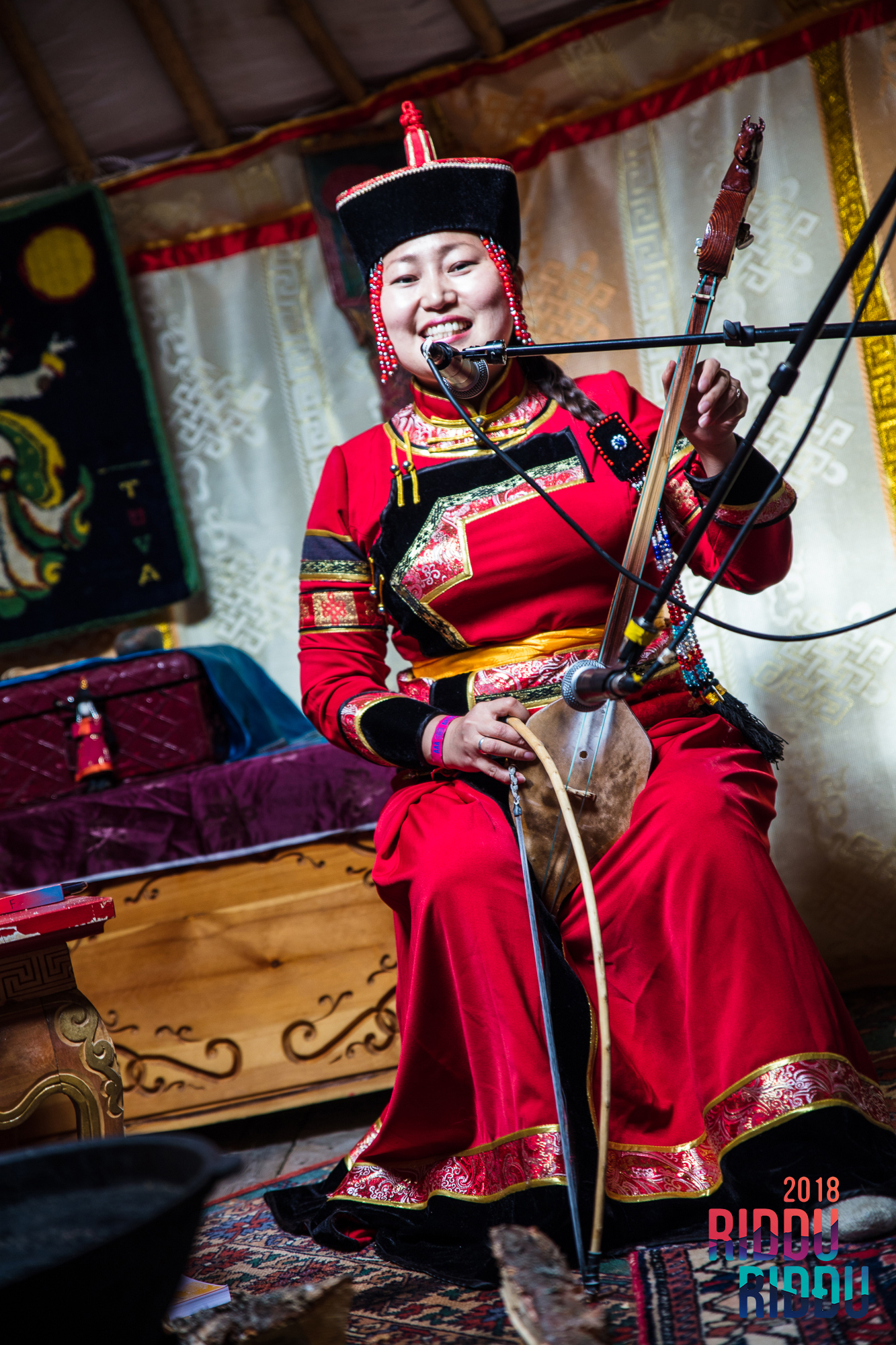
Yurtakonsert med Tyva Kyzy (41573199210)

自1998年成立以来，图瓦克孜参加了欧洲和日本的众多国际音乐节。他们还于2005年10月在美国巡回演出。图瓦克孜以传统的女声风格演奏了五种主要风格的呼麦。